# Индийски дългоух таралеж
Индийският дългоух таралеж (Hemiechinus collaris) е вид бозайник от семейство Таралежови (Erinaceidae).

## Разпространение
Видът е разпространен в Индия и Пакистан.